# Dan tankistov (SFRJ)
Dan tankistov je bil praznik (pripadnikov) oklepnih enot JLA, ki se je proslavljal 16. julija. Na ta dan leta 1944 je bila ustanovljena 1. tankovska brigada. Praznik je bil uveden 6. novembra 1947 na ukaz Vrhovnega poveljnika oboroženih sil in ministra narodne obrambe FNRJ (Tita).